# Raaieind
Raaieind is een buurtschap van Grubbenvorst in de Nederlandse provincie Limburg.
Raaieind ligt een tweetal kilometer ten zuiden van dit dorp, tussen de Maas en een groot bedrijventerrein in, nabij de Everlose Beek. Raaieind wordt doorsneden door de spoorweg van Nijmegen naar Venlo.
Raaieind telt enkele gemeentelijke monumenten, namelijk de Mariakapel, een moordkruis, en de boerderijen Raaiend 2 en Raaieind 3.